# Charles Ives
Charles Edward Ives (20. října 1874, Danbury Connecticut – 19. května 1954, New York) byl americký hudební skladatel 20. století.

## Život

### Původ
Ivesovy kořeny jsou přísně tradicionalistické. Stát Connecticut byl založen jako puritánské osídlení na počátku sedmnáctého století a pak, v roce 1788, se stal jedním z původních třinácti států nově vzniklých Spojených států.
Jeho otec Charles Ives řídil to, co generál Grant nazval „nejlepší kapelou armády“, a byl zběhlý v hymnách a národních písních.
Později o něm jeho syn řekl, že „v tom, jak otec hrával hymny, bylo cosi…jakýsi zápal, který je povznášel o tóninu výš“.

### Dětství a studie
Charles, který se nejprve učil u svého otce, byl vzdělán nejen v klasických kompozičních Bachových technikách, ale znal i smělejší americkou stranu světa Danburyho a již jako chlapec začal experimentovat způsobem, který spojujeme s jeho zralou hudbou, například načrtl několik „fug ve čtyřech tóninách“.
Ve dvanácti již pravidelně komponoval a hrál na bubny v otcově orchestru a ve čtrnácti se stal placeným varhaníkem v kostele.
Jeho hudební život již odrážel jeho temperament, který měnil od vitality až po uzavření do sebe.
Než dosáhl dvaceti let, navštěvoval i jiné školy a působil v dalších varhanických funkcích a nakonec se v roce 1894 dostal na Yale, kde setrval až do roku 1898.
Tam byl jeho učitelem hudby Horatio Parker, který tohoto mladého neortodoxního muže přesvědčoval, že musí psát trochu konvenčněji, pomýšlí-li na kariéru skladatele.
Ačkoliv Ives odmítal tuto disciplínu, podle níž měl psát „stupidní fugy“, rovněž si uvědomoval, že být originálním neznamená jen psát odlišně, a jeho první symfonie, jíž se zabýval během svých studií, svědčí o zvládnutí širšího romantického způsobu vyjadřování, který tenkrát propagoval Antonín Dvořák.

### Rodinný život a první úspěchy

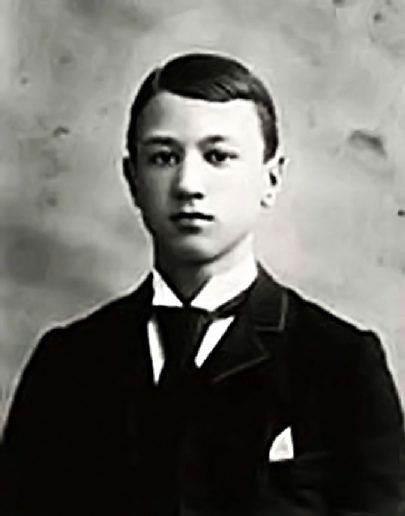
Charles Ives okolo roku 1889

Nicméně po ukončení univerzity si Ives zvolil zcela odlišnou dráhu, nejprve se odstěhoval do New Yorku, kde vstoupil do pojišťovací společnosti a později se spolu s kolegou Julianem Myrickem rozhodl zdokonalovat techniky prodeje.
Pak si vydělával na živobytí opět jako pojišťovací agent a ve volném čase skládal, ačkoliv po nějaký čas opět hrál na varhany v kostele, kde byly uvedeny i jeho některé skladby. V roce 1905 se začal dvořit Harmony Twichellové a 9. června 1908 se vzali a zůstali spolu až do Ivesovy smrti.
Ives v tě době měl již za sebou několik důležitých skladeb ve výrazném stylu, jenž byl typicky jeho, mezi něž patří dvě orchestrální skladby Nezodpovězená otázka a Central park ve tmě, který rovněž nazval Dvě úvahy. Pocházející z roku 1906, kdy se Ives a jeho kolega Myrick rozhodli zřídit svůj vlastní podnik.
Nejprve si založili svou vlastní pojišťovací společnost zvanou „Ives & Co.“ a po ní v lednu 1909 „Ives & Myrick“.
Čtyři následující desetiletí přinesla Ivesovi prosperitu jako obchodníkovi, a ačkoliv komponoval jen příležitostně, začal ve dvacátých letech zájem o jeho hudbu vzrůstat.
Nicméně první uveřejnění svých skladeb – sonáty pro klavír a sbírky čítající nejméně sto písní si zajistil na své vlastní náklady v roce 1919 až 1922. Jeho třetí symfonie, zkomponovaná v roce 1904, získala roku 1947 Pulitzerovu cenu, avšak jeho čtvrtá symfonie (1910 – 1916) byla hrána teprve v roce 1965.
V letech 1931 – 1932 uvedl dirigent Nicolas Slonimsky ve Spojených státech a ve Francii jeho Tři místa v Nové Anglii a rovněž Čtvrtý červenec v Paříži a Aaron Copland uvedl sedm z jeho písní na festivalu Yaddo.

### Závěr života a smrt
I přesto však obtížnost jeho hudby neodradila jen ty nejzkušenější hudebníky – orchestrální dílo mělo tak nezávislý rytmický zápis, že bylo zapotřebí více než jednoho dirigenta. Na konci roku 1926 skončil s podnikáním.
O deset let později byl svědkem toho, jak kritik Lawrence Gilman označuje jeho sonátu Concord za „největší hudbu napsanou americkým skladatelem“. Jeho zdraví se začalo stále více zhoršovat, se srdcem měl problémy již od svých třiceti let a ještě se přidala cukrovka. Charles Edward Ives zemřel pět měsíců před osmdesátými narozeninami.

## Některá díla
- Central Park ve tmě
- Nezodpovězená otázka
- Dvě úvahy
- Tři místa v Nové Anglii
- Čtvrtý červenec
- Concord (dvakrát oceněna)
- Klavírní trio
- Východ
- Cestovatel
- Moderní doba (přes 100 písní)
- John a Marek
- Tři válečné písně (Three Songs of the War, 1917, vydáno v souhrnné publikaci 114 Songs v roce 1922), cyklus obsahuje dvě písně na texty Johna McCrae In Flanders Fields, He Is There!, třetí píseň Tom Sails Away na skladatelův vlastní text.[1]